# Pričt

Pričt (rusky причт) je sbor osob sloužících při konkrétním chrámu (farnosti / приход), například jako činitelé duchovní správy (kněz a diákon/jáhen), nebo chrámových sluhů (žalmisté ap.). V přeneseném významu někdy označuje pouze poslední jmenovanou skupinu (souhrnně někdy označovaných jako „pričetčici“ / причетники).

## Popis
Pričt každého kostela se utvářel podle statu chrámu, tvořeného duchovní konsistoří a biskupem dle potřeb farnosti, avšak za předpokladu bezpodmínečného zajištění dostatku prostředků obživy pro všechny členy pričtu. 
Zřízení nového pričtu, jakož i každá změna členské sestavy, podléhaly schválení archijereje Posvátného synodu. Hmotné zaopatření vesnického pričtu bylo z největší části zajišťováno z přijatých milodarů farníků, (jež se dělilo mezi členy pričtu podle pravidel určených Synodem), dále územní majetek církve, někdy třeba zařízená místnost v církevním domě, plat (ne ve všech eparchiích) apod.
Právo farníků volit přímo členy pričtu bylo zrušeno, ale farníci mají právo na podání žádosti k eparchiálnímu biskupovi s vyjádřením přání na zvolení konkrétní osoby za člena pričtu ve kostele dle své příslušnosti.